# UFO (Firenze)
UFO là nhóm thiết kế và kiến trúc được thành lập tại Firenze, Ý, hoạt động trong khoảng thời gian từ năm 1967–1978. Là một phần chính của phong trào thiết kế và kiến trúc Cấp tiến vào cuối thập niên 1960, họ theo học Umberto Eco tại Đại học Firenze. Nhóm cựu sinh viên này bao gồm những người sáng lập ra Superstudio và Archizoom Associati.
UFO được thành lập từ trước phong trào năm 1968 ở Ý giúp sinh viên có nguồn gốc lao động cố gắng thay đổi xã hội gia trưởng và tư bản truyền thống của Ý thông qua hành động trực tiếp, chẳng hạn như chiếm đóng các trường đại học. Trong giai đoạn biến động xã hội này, UFO nhằm mục đích thúc đẩy thay đổi xã hội thông qua kiến trúc và 'biến việc thực hành kiến trúc thành một sự kiện chính nó' (Gianni Pettena). Việc họ chiếm giữ Khoa Kiến trúc tại Đại học Firenze, bắt đầu từ tháng 2 năm 1968 không chỉ là về vấn đề chính trị. Khoa đã tổ chức hội thảo về các nguyên mẫu của đối tượng mà nhóm đã triển khai trên đường phố ở Firenze, cũng như trao đổi ý tưởng với các sinh viên khác.

## Nhà sáng lập và thành viên
UFO do Carlo Bachi, Lapo Binazzi, Patrizia Cammeo, Riccardo Foresi và Titti Maschietto thành lập vào năm 1967. Vào lúc đầu, Sandro Gioli còn là thành viên, cùng Massimo Giovannini, Mario Spinella, Rodolfo Bracci và Claudio Greppi cũng là thành viên tạm thời. Tên gọi UFO là viết tắt của từ Unidentified Flying Object (Vật thể bay không xác định) nhằm phản ánh 'cấu trúc mở' và ẩn danh của nhóm.

## Sự nghiệp
Bất mãn trước những hạn chế và không hiệu quả của thiết kế hiện đại thời hậu chiến, các kiến trúc sư trường phái cấp tiến đã tìm cách sử dụng nghề nghiệp của họ như một công cụ để thay đổi xã hội và thách thức ý tưởng về vai trò của kiến trúc sư trong xã hội. Các tác phẩm của UFO bao gồm Urboeffimeri (1968), La Lampada Dollaro (1969), Case ANAS (1969 - 1973) và Il Giro d'Italia (1972).
Vũ trường, như một kiểu không gian mới dùng để thử nghiệm đa ngành và giải phóng sáng tạo, đồng thời là biểu tượng của sự phản kháng lại xã hội gia trưởng của Ý đã trở thành nền tảng lý tưởng nhằm phát triển các khái niệm về kiến trúc Cấp tiến.
Công việc chính của UFO trong không gian này là tại Bamba Issa ở Forte Dei Marmi, trong những năm từ 1969 – 1971.
UFO là một trong những nhà sáng lập ra Global Tools, mạng lưới các nhà thiết kế và kiến trúc tương tự như phong trào Arts & Crafts được gầy dựng nhằm thúc đẩy và chia sẻ các ý tưởng thiết kế và nghệ thuật thay thế.
Sáng kiến này được đưa ra tại tòa soạn của tạp chí Casabella vào tháng 1 năm 1973. Ngoài UFO, và các nhóm kiến trúc cấp tiến khác gồm Archizoom, Gruppo 9999 và Superstudio, nhóm thành viên sáng lập là các nhà thiết kế cá nhân như Ettore Sottsass và Gaetano Pesce. Các tạp chí Casabella và Rassegna cũng có tham gia chung.
Tác phẩm trình diễn cuối cùng của họ là tại Venice Biennale năm 1978 mang tên Performance in Barca (1978).

## Triển lãm
Kể từ đầu thập niên 2010, di sản của UFO trong trường phái kiến trúc Cấp tiến, và ảnh hưởng của phong trào đối với thiết kế, kiến trúc và văn hóa, được khám phá qua một số triển lãm quốc tế: như tại Bảo tàng Thiết kế Vitra, Viện Nghệ thuật Đương đại (ICA) ở Luân Đôn, Palazzo Strozzi ở Firenze và Centro Pecci, nơi tổ chức cuộc triển lãm cá nhân đầu tiên của Gruppo UFO mang tên UFO STORY vào năm 2012, và một lần nữa như một phần của triển lãm rộng lớn hơn về kiến trúc Cấp tiến vào năm 2021.